# Margaery Tyrell
Margaery Tyrell er en fiktiv person i den amerikanske forfatter George R. R. Martins fantasyserie A Song of Ice and Fire og i HBOs filmatisering Game of Thrones.
Karakteren blev nævnt første gang i Kampen om tronen (1996), og hun optræder først i Kongernes kamp (1998). Hun er en del af Huset Tyrell, der er den næstrigeste og det største af de otte store huse i Westeros. Hun er tvillingesøster til Loras Tyrell og barnebarn af Olenna Tyrell. Hun optræder efterfølgende i En storm af sværd (2000), Kragernes rige (2005) og En dans med drager (2011). Ligesom sin bedstemor er hun dreven, ambitiøs og tilpasningsdygtig, og hun bruger sin skønhed, generøsitet og sin families indflydelse til at sikre magt til sig selv. Hun har været gift med tre konger i løbet af fortællingen, og hun er en af de mest indflydelsesrige politiske figurer i Westeros, hvilket ofte bringer hende i konflikt med hendes primære rival i det kongelige hof; dronning Cersei Lannister.
Margaery bliver spillet af den engelske skuespiller Natalie Dormer i HBO's tv-serie, og hendes portrættering er blevet godt modtaget af kritikerne. Margaery er en af de mest populære biroller i både bøgerne og tv-serien, og hun bliver ofte nævnt som et fremtrædende eksempel på seriens stærke feministiske temaer.